# Diaphorus spinitalus
Diaphorus spinitalus är en tvåvingeart som beskrevs av Van Duzee 1923. Diaphorus spinitalus ingår i släktet Diaphorus och familjen styltflugor.
Artens utbredningsområde är Kalifornien. Inga underarter finns listade i Catalogue of Life.